# Spathicarpa

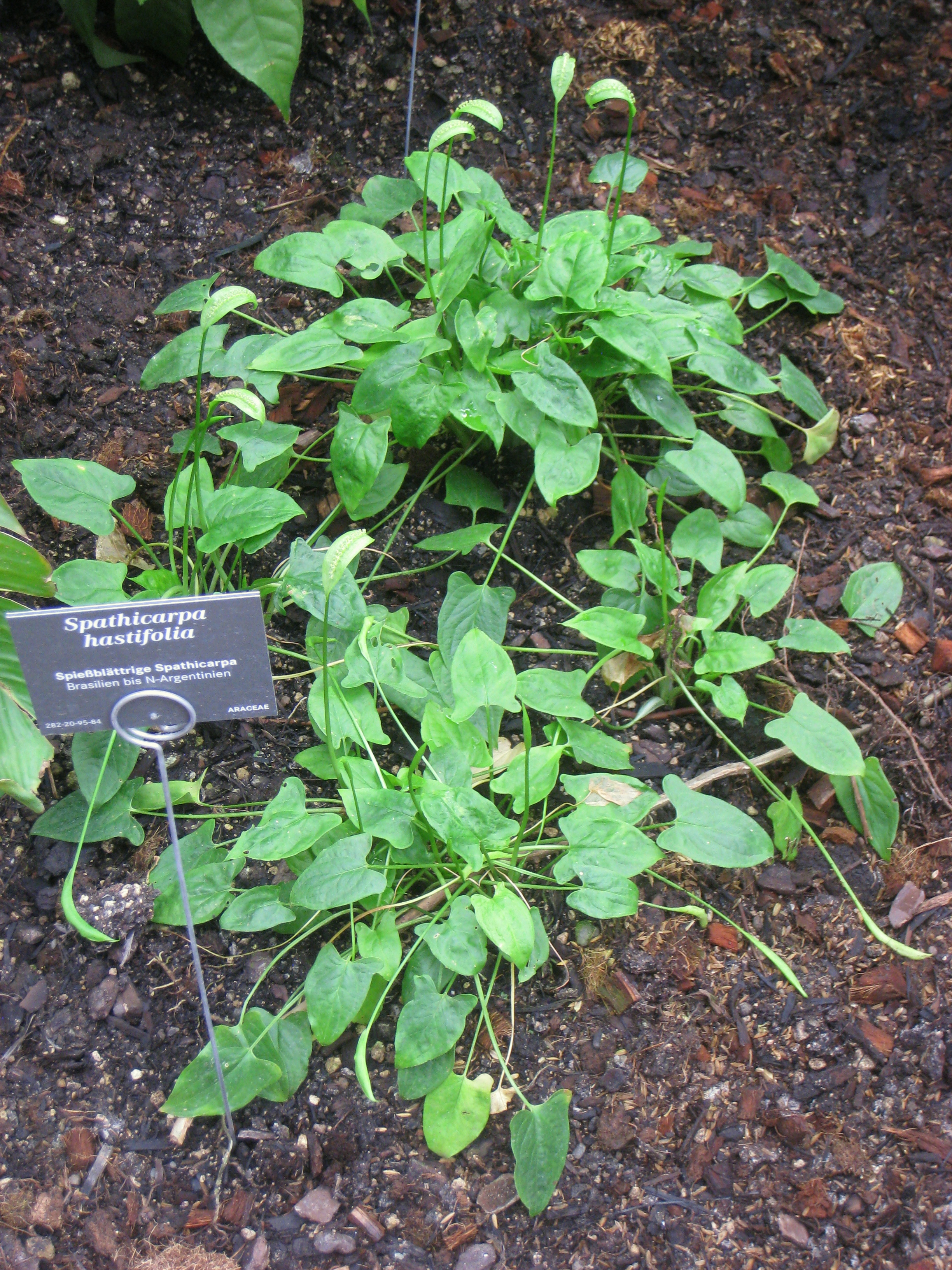
Spathicarpa hastifolia

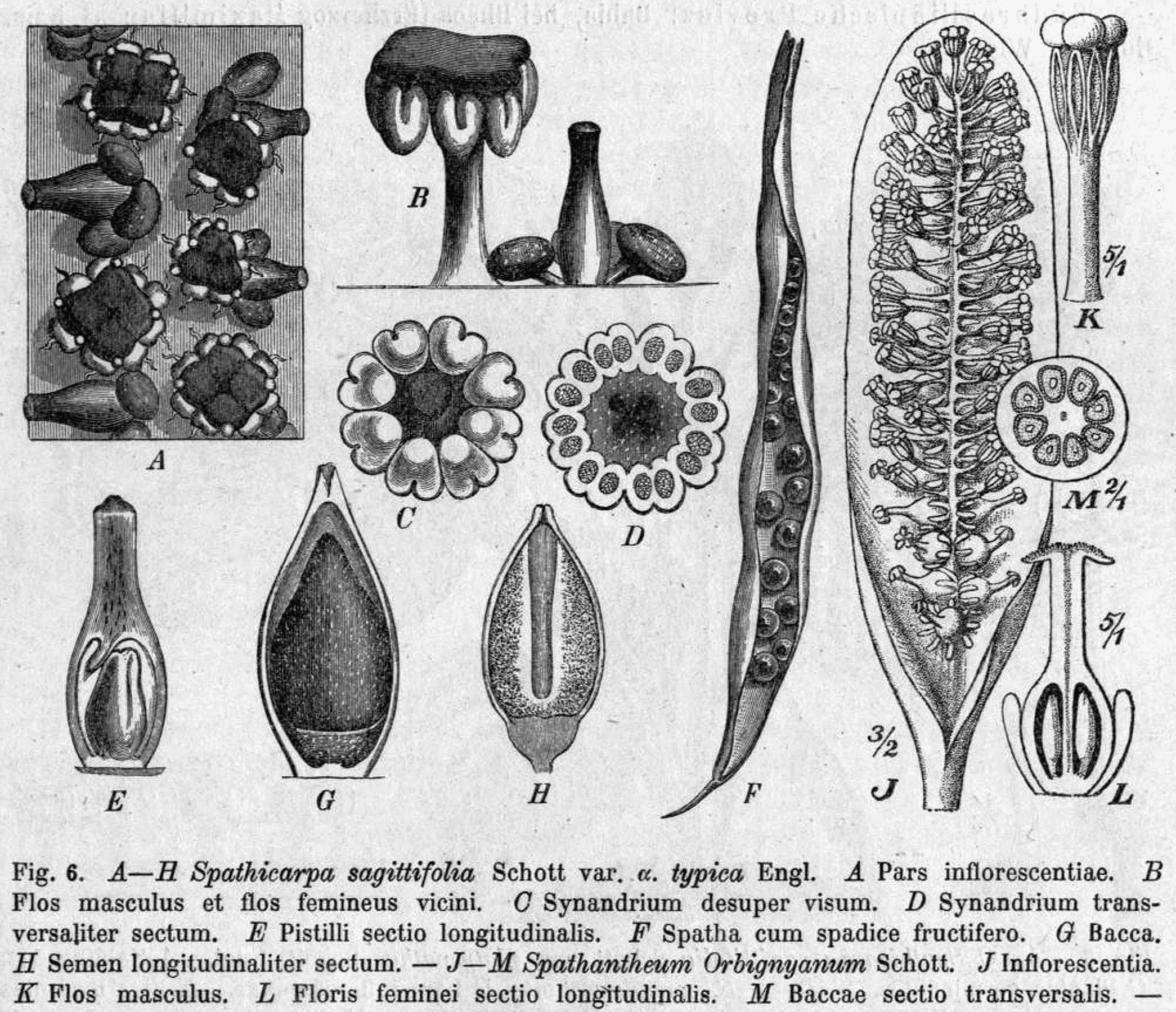
Morfologia Spathicarpa hastifolia

Spathicarpa Hook. – rodzaj roślin zielnych, hemikryptofitów, należący do rodziny obrazkowatych, liczący 4 gatunki, występujące w tropikalnych regionach Ameryki Południowej, w Boliwii, Brazylii, Argentynie, Paragwaju i Urugwaju, zasiedlające półsuche lub wilgotne lasy równikowe. Nazwa naukowa rodzaju pochodzi z greckich słów σπάθη (spathe – szabla, w bot. także pochwa kwiatostanu) i καρπός (karpos – owoc) i odnosi się do owocostanu ukrytego w pochwie kwiatostanowej w czasie dojrzewania owoców.

## Morfologia
PokrójNiskie rośliny zielne o maksymalnej wysokości od 15 (S. gardneri) do 60 cm (S. lanceolata).
ŁodygaKrótkie, podziemne, bulwopodobne kłącze.
LiścieRoślina tworzy kilka liści właściwych, tworzących długą pochwę liściową. Ogonki o długości od około 10 (S. gardneri) do 40 (S. lanceolata) cm. Blaszki liściowe lancetowate, eliptyczne do oszczepowatych lub strzałkowatych, o wymiarach od 4×2,5–3 cm (S. gardneri) do 25×5 cm (S. lanceolata).
KwiatyRośliny jednopienne. Pojedynczy kwiatostan, typu kolbiastego pseudancjum, pojawia się razem z liśćmi. Pęd kwiatostanowy smukły, dłuższy od ogonka liściowego. Pochwa kwiatostanu podłużno-lancetowata, nie zwężona, otwarta, zielona, trwała, o wymiarach od 2,5–3×0,5 cm (S. gardneri) do 10–13×1 cm (S. lanceolata). Luźno pokryta kwiatami, półcylindryczna kolba kwiatostanu przyrasta do pochwy na całej długości. Kwiaty żeńskie tworzą na całej długości kolby dwa zewnętrzne, pionowe rzędy, wewnątrz których równolegle położone są dwa rzędy kwiatów męskich, tworzących 3-4-pręcikowe synandria, tarczowato osadzone na stożkowatych trzonkach powstałych ze zrośniętych nitek pręcików. Pylniki otwierają się przez szczytowo-boczną szczelinę. Jednokomorowe, podłużno-jajowate zalążnie otoczone są trzema małymi prątniczkami, usytuowanymi jedynie po jednej stronie kwiatu. W każdej zalążni znajduje się pojedynczy, ortotropowy zalążek powstający na bazalnym łożysku. Szyjki słupków cylindryczno-konoidalne, równe połowy długości zalążni. Znamiona słupków spłaszczono-kuliste, 3-4-bruzdkowe.
OwoceOwocostan, składający się z drobnych, jajowatych, jednonasiennych jagód, otoczony jest złożoną do środka pochwą kwiatostanu. Nasiona o zielonej, soczystej łupinie. Zarodek położony szczytowo. Bielmo obfite.
GenetykaLiczba chromosomów 2n = 34.
Gatunki podobnePrzedstawiciele rodzaju Spathantheum, od których różnią się jednokomorowymi zalążniami i prostymi blaszki liściowymi.

## Systematyka
Rodzaj należy do plemienia Spathicarpeae, podrodziny Aroideae z rodziny obrazkowatych.
Gatunki
- Spathicarpa gardneri Schott
- Spathicarpa hastifolia Hook.
- Spathicarpa lanceolata Engl.
- Spathicarpa tweedieana Schott

## Zastosowanie
Rośliny ozdobneZ uwagi na specyficzne kwiatostany rośliny z rodzaju Spathicarpa, w szczególności gatunek S. hastifolia, uprawiane są w ogrodach botanicznych oraz jako rośliny pokojowe. Wymagają stanowiska zacienionego latem i jaśniejszego zimą, podłoża dobrze przepuszczalnego i bogatego w składniki odżywcze. Podlewanie latem obfite, zimą skąpe. Rozmnażanie z podziału kłącza lub z nasion, które jednak bardzo szybką tracą zdolność kiełkowania.